# Коммунистическая партия Непала (единая)
Коммунистическая партия Непала (единая) — название двух политических партий коммунистического толка в Непале.

## Первая партия (1991—2005)
Первая Коммунистическая партия Непала (единая) образовалась в 1991 году, после первых всеобщих выборов, путем слияния таких мелких групп, как Коммунистическая партия Непала (демократическая), Коммунистическая партия Непала (Бурма) и Коммунистическая партия Непала (Аматья). Однако две последние фракции, вскоре от неё откололись и присоединились к Коммунистической партии Непала (объединённой марксистско-ленинской).
У партии было профсоюзное (Непальская федерация профсоюзов) и молодёжное (Непальская национальная федерация молодёжи) крыло. Её лидеры — генеральный секретарь Бишну Бахадур Махандхар и его заместитель Ганеш Шах — были арестованы в 2005 году после королевского переворота. В том же 2005 году партия объединилась с КПН (марксистской), образовав Коммунистическую партию Непала (единую марксистскую). Однако и та уже в конце 2006 года пережила тяжелый кризис.

## Вторая партия (2007—2017)
Вторая Коммунистическая партия Непала (единая) появилась в 2007 году как возглавляемый Ганешем Шахом и Чандрой Део Джоши откол от КПН (ЕМ), вернувший себе старое название.
Первый открыто гомосексуальный депутат в Непале и всей Азии — Сунил Бабу Пант — был избран в 2008 году в Учредительное собрание в качестве члена КПН (единой).
Глава партии Ганеш Шах побывал министром окружающей среды, науки и технологий Непала в кабинете министров маоиста Прачанды. В 2017 году КПН (единая) влилась в состав Коммунистической партии Непала (Маоистский центр).